# Vivatband

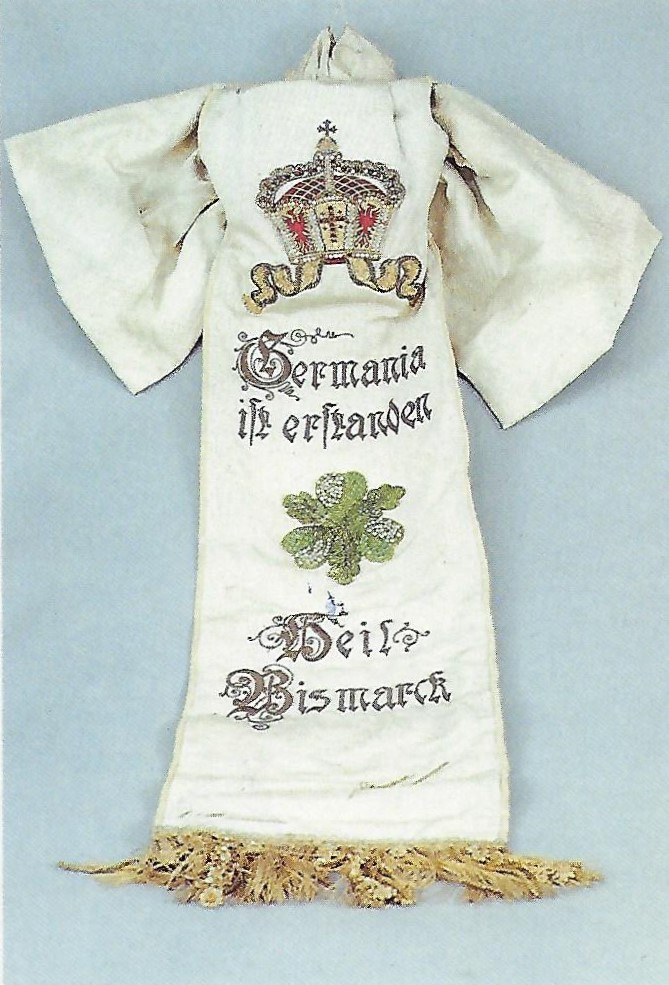
Vivatband für Bismarck

Ein Vivatband ist ein mit Versen, Abzeichen, Porträts, militärischen Trophäen, Sieges- und Ruhmeszeichen, allegorischen Figuren und anderem bemaltes oder bedrucktes Band. Es wurde vom 18. bis ins 20. Jahrhundert zu privaten und staatlichen Gedenktagen an der Kleidung getragen.

## Geschichte
Bänder gehören seit langem zum Brauchtum. Ihre Verwendung ist breit gefächert; sie reicht von den Namenstags- und Geburtstagsbändern der Kinder über die buntgeschmückten Hüte der Rekruten, die Schärpen der Diplomaten und Vereinsvorstände bei festlichen Aufzügen, den Handwerkerbändern an den Stubenschildern der Zünfte, den Fahnen von Verbänden und Vereinen, den Lauten- und Tanzbändern bis hin zu den Kornbändern der Erntebräuche des 19. Jahrhunderts. Die Gestaltung der Bänder variiert entsprechend der unterschiedlichen Verwendung. In diesem Zusammenhang lässt sich die Gruppe der Vivatbänder, die zum Preise besonderer Anlässe erschienen, am besten als Widmungs- und Gedenkbänder charakterisieren. Ihre Bezeichnung ist dem in der Zeit Friedrich des Großen häufig groß mitgedruckten Vivat zuzuschreiben. Die schmalen Bänder mit einer Breite zwischen 3 und 12 cm und einer Länge von 30 cm bis 2 oder 3 m bestanden in der friderizianischen Zeit aus Seide, in der Zeit nach 1900 aus effektvollem, jedoch preiswerterem Mischgewebe.
Die seit dem Regierungsantritt Friedrichs des Großen nachzuweisenden Vivatbänder, vornehmlich Sieges- und Friedensbänder, hatten ihren Höhepunkt mit dem Ende des Siebenjährigen Krieges überschritten, und es entstanden Bänder, die dem König allein huldigten, später auch private Anlässe in fürstlichen Kreisen betrafen. Sie könnten Vorboten der in den kommenden Jahrzehnten zahlreich erschienenen, meist von Kindern ihren Eltern gewidmeten Familienbänder gewesen sein. Mitte des 19. Jahrhunderts flaute jedoch die Sitte, Bänder zu verschenken, allmählich ab. Ohne Hintergrund bleiben in diesem Zusammenhang Bänder wie das schöne, im Stil des 18. Jahrhunderts gehaltene Privatband zu Adolph von Menzels 80. Geburtstag im Jahr 1895. Erst im Jahr 1913 traten Vivatbänder wieder offiziell in Erscheinung. Anlass waren patriotische Festlichkeiten wie die Hundertjahrfeier zum Beginn der Befreiungskriege. Gustav Gotthilf Winkel hatte herausgefunden, dass die Bevölkerung damals Vivatbänder angelegt hatte, wenn Waffenerfolge des Königs zu feiern waren. Er schlug vor nach alten Mustern solche Bänder anzufertigen, sie zu verkaufen und den Reinerlös vaterländischen Zwecken zur Verfügung zu stellen. Das wurde getan und 200.000 Stück wurden verkauft.  In der Zeit des Ersten Weltkrieges änderte sich der Charakter der Vivatbänder, die jetzt als Kriegsspende dienten und zu Sammelobjekten avancierten. Mit dem Ende des Krieges und der Hohenzollern-Herrschaft endete schließlich auch die Geschichte der Vivatbänder.